# نودو
نودو (به لاتین: Nudo) یک منطقهٔ مسکونی در مونته‌نگرو است که در شهرداری نیکشیچ واقع شده‌است. نودو ۱۹۹ نفر جمعیت دارد.